# Мэттью О’Нилл
Мэттью О’Нилл (ирл. Feardorcha Ó Néill, ок. 1520—1558) — ирландский аристократ, 1-й барон Данганнон (1542—1558), незаконнорожденный сын Конна Бакаха О’Нилла (ок. 1480—1559), короля Тир Эогайна (1519—1559) и 1-го графа Тирона (1542—1559).

## Биография
Мэттью (Фэрдорха) был внебрачным сыном короля Тир Эогайна Конна Бакаха мак Куинна О’Нилла. Матерью Мэттью была Элисон Келли, жена кузнеца из Дандолка. Кроме Мэттью, У Конна были законные сыновья от первого брака, Фелим Каох (Слепой) О’Нилл (ум. 1542) и Шейн О’Нилл (ум. 1567).
В 1542 году Фелим Каох, старший сын Конна, был убит Макдоннелами. В том же году Конн О’Нилл, сопровождаемый своим сыном Мэттью, посетил Англию, где принес ленную присягу на верность английскому королю Генриху VIII Тюдору. Взамен Генрих VIII пожаловал Конну О’Ниллу титул графа Тирона, а его сын Мэттью получил титул барона Данганнона и право на наследование графского титула после смерти своего отца.
Назначение Мэттью наследником Конна О’Нилла, графа Тирона, вызвало недовольство его законного сына Шейна О’Нилла, который пользовался поддержкой коренного ирландского населения Ольстера. В 1558 году Мэтью О’Нилл, барон Данганнон, был убит людьми Шейна, а через несколько месяцев, в 1559 году, скончался и сам Конн Баках О’Нилл, граф Тирон. Его преемником в Тироне стал Шейн О’Нилл (1559—1567).
Шейн О’Нилл, пытаясь получить признание со стороны английского правительства, заявлял о незаконном происхождении Мэттью О’Нилла, настоящим отцом которого был кузнец Келли из Дандолка. Шейн О’Нилл был признан главой клана О’Нилл, но не получил графского титула, который носил его отец.
Мэттью О’Нилл был женат Джоан Магуайр (ум. 1600), дочери Константина Магуайра, от брака с которой у него было трое сыновей:
- Бриан О’Нилл (ум. 1562), 2-й барон Данганнон (1558—1562)
- Хью О'Нилл (ок. 1550—1616), 3-й барон Данганнон (с 1562), 2-й граф Тирон (с 1587)
- Кормак Макбарон О’Нилл (ум. 1613)

Также у Мэттью был незаконнорожденный сын:
- Арт МакБарон О’Нилл (ум. 1618), отец Оуэн О’Нилла

Вдова Мэттью после его смерти была дважды замужем. Её вторым мужем стал Генри О’Нилл, лорд Февс. В третий раз Джоан Магуайр вышла замуж за сэра Эойна О’Галлахера.